# 한국보드게임산업협회
한국보드게임산업협회는 사단법인 한국보드게임산업협회는 보드게임 문화를 한국에 널리 알리고 한국보드게임산업을 발전시키기 위해 국내 보드게임 업체가 모여 설립된 단체이다. 2007년 문화체육관광부의 사단법인 인가를 받고 국내 보드게임 박람회 개최, 해외 보드게임 박람회 한국관 운영, 보드게임 공모전 개최, 보드게임 지도사 교육 등 많은 활동들을 수행하고 있다. 협회는 한국의 건전하고 생산적인 가족놀이문화와 교육문화 발전을 위해 앞장서고 한국의 우수한 보드게임 콘텐츠를 세계에 알려 세계적인 보드게임 시장에서 한국 콘텐츠의 가치를 상승시키는데 앞장서고 있다.
협회 사무국은 서울시 성동구 성수동에 위치하고 있다.

## 주요 사업
- 보드게임 개발, 제작, 유통 등 서비스 활성화를 위한 지원사업
- 보드게임 산업 및 문화관련 각종 연구과제 수행
- 보드게임 체험 박람회 주최 및 주관